# Dialekt mazowiecki
Dialekt mazowiecki – jeden z pięciu dialektów języka polskiego obejmujący gwary historycznego Mazowsza, Podlasia, Prus oraz Suwalszczyzny. Jest najbardziej ekspansywnym z dialektów, a od czasów Kazimierza Nitscha był uważany za najbardziej odrębny (poza kaszubskim uznawanym także za osobny język).

Współcześnie gwary dialektu mazowieckiego ulegają silnym wpływom polszczyzny literackiej, tracąc swoje charakterystyczne cechy językowe lub są zupełnie zastępowane przez język standardowy.

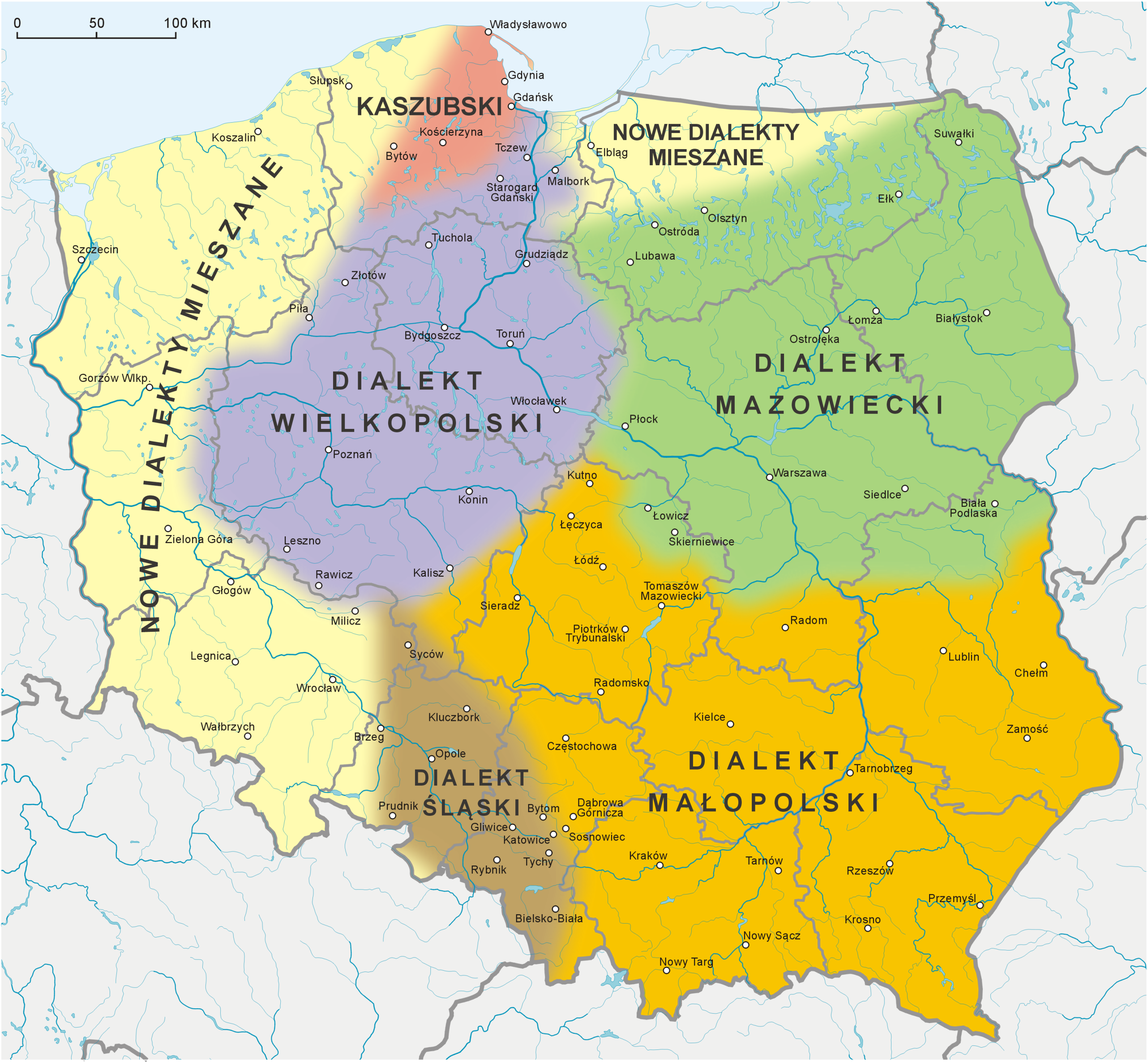
Dialekt mazowiecki na mapie dialektów polskich według Stanisława Urbańczyka

## Historia
Gwary dialektu mazowieckiego mają swój początek na Mazowszu i wywodzą się z mowy średniowiecznego plemienia Mazowszan. Pierwotnym obszarem zamieszkania przedpiastowskiego zespołu mazowieckiego były obszary Niziny Mazowieckiej przynajmniej po okolice Płocka, Pułtuska, Czerska i Grójca. Wg Zdzisława Stiebera językowa odrębność Mazowsza prawdopodobnie nie sięga jednak epoki plemiennej; w czasach najdawniejszych można mówić tylko o wyodrębnieniu się dialektu Polski północnej. Cechy charakterystyczne dla samego Mazowsza mogły powstawać dopiero między XII a XVI w.
Od XVI w. ludność mazowiecka posługująca się gwarami mazowieckimi kolonizowała obszar Prus zamieszkanych wcześniej przez bałtyckich Prusów, prowadząc do powstania na ich terenie nowych gwar o cechach mazowieckich. Ludność mazowiecka osiedlała się także w północnej Małopolsce i na Podlasiu przenosząc elementy swojego dialektu również tam.
Do XIX w. w gwarach dialektu mazowieckiego, będących mową chłopstwa i drobnej szlachty, powstało niewiele tekstów. Przykłady cech gwar mazowieckich przechowały się w niedużej liczbie tekstów parodiujących mowę i usposobienie Mazurów, m.in. w uniwersałach mazowieckich. Dwa tego typu rękopisy znajdujące się w bibliotece Poznańskiego Towarzystwa Przyjaciół Nauk odnalazł i opracował historyk Bolesław Erzepki, uznając je za cenne materiały dialektologiczne:

Toć, moi PP. Ślachta, udziaławsy miedzy sobą redę cichuchno, z pospiechem pod Warsewę, matkę nasę pospiesajcie. Przytym tez nie zabacajcie Waseć wziąć z sobą w rydwanice w koleskę wyciskaca z łamańcem, stawinogi, kociego targu, krezeluchy, jajec, maswa, swoniny, sadwa, oju i innych wselakich twustości i smarowidwa i okrasy, bo jezeli tego wsytkiego mieć nie będziecie, to Was nie tylko ruśniarstwo z Tantarami, ale wciurnasteccy carci od głodu do piekła pobiorą.

Badania nad dialektami polskimi, w tym nad dialektem mazowieckim, zapoczątkował dialektolog Kazimierz Nitsch, dokonując również pierwszego schematycznego podziału na gwary. Określał on dialekt mazowiecki jako najbardziej odrębny spośród dialektów polskich poza kaszubszczyzną.
Współcześnie gwary dialektu mazowieckiego są wypierane przez polszczyznę literacką. Już w latach 60. XX w. Anna Basara określała Mazowsze jako najbardziej wytarty pod względem językowym region Polski, przytaczając również przykłady słabnących cech wymowy gwarowej. Gwary dialektu mazowieckiego są w niektórych środowiskach podtrzymywane jako ważny element lokalnego dziedzictwa kulturowego; publikacje i inicjatywy mające na celu ich promocję są podejmowane m.in. w księstwie łowickim i na Kurpiach.

## Zasięg terytorialny
Ze względu na swoiste cechy językowe, do dialektu mazowieckiego zaliczane są następujące gwary: 
Gwary mazowieckie:
- gwary Mazowsza bliższego – zespół pierwotnych gwar mazowieckich używanych w południowej i zachodniej części Mazowsza. Ze względu na większe wpływy cywilizacyjne, silną urbanizację, industrializację i bliskość Warszawy, mowa tego obszaru ma mniej cech archaicznych.
- gwary Mazowsza dalszego – zespół pierwotnych gwar mazowieckich używanych w północnej i wschodniej części Mazowsza. Ze względu na większą izolację i mniejsze wpływy cywilizacyjne, zachowały one szereg cech archaicznych[13].
- gwary księżackie – używane przed grupę etnograficzną Księżaków zamieszkującą historyczne księstwo łowickie. Ludność ta wywodzi się w dużej mierze z osadników sprowadzanych w średniowieczu z różnych regionów Polski[14][15]; ze względu na pograniczny charakter, były w przeszłości zaliczane również do dialektu małopolskiego[16].
- gwara kurpiowska – archaiczna gwara używana przez grupę etnograficzną Kurpiów Zielonych zamieszkującą obszar Puszczy Zielonej. Powstała w wyniku XVI-XVIII wiecznej, mazowieckiej kolonizacji tych ziem, które przedtem pozostawały w dużej mierze niezamieszkane[6].

Gwary historycznych Prus (zaliczane do tzw. nowszych dialektów mieszanych):
- gwara mazurska – używana przez etnicznych Mazurów. Powstawała od XIV w. w toku mazowieckiej kolonizacji południowych Prus; niemal całkowicie zanikła po 1945 r. w wyniku prześladowań i emigracji rodowitej, luterańskiej ludności[6].
- gwara warmińska – używana przez polskich Warmiaków zamieszkujących południową, tzw. polską Warmię. Wywodzą się z osadników mazowieckich przybyłych na te tereny w XVI w. Do jej częściowego zaniku po II wojnie światowej przyczyniły się prześladowania i emigracja rodowitej ludności[17].
- gwara lubawska – używana głównie na terenie historycznej ziemi lubawskiej. Powstała z gwar przyniesionych na te tereny w XIII i XIV w. przez osadników z Mazowsza, ziemi dobrzyńskiej i chełmińskiej[18].
- gwary ostródzkie – zespół gwar łączących cecha mazurskie, warmińskie i lubawskie. W południowej części ich obszaru widoczne są silniejsze wpływy gwar Mazowsza[19].

Gwary Podlasia i Suwalszczyzny:
- gwary podlaskie – zespół gwar używanych przez Podlasian. Gwary Podlasia łączą cechy dialektów wschodniosłowiańskich z polskim dialektem mazowieckim. Do rozwoju osadnictwa mazowieckiego na tym obszarze przyczyniło się zawarcie unii lubelskiej[6].
- gwara suwalska – zespół gwar używanych na terenie historyczno-etnograficznej Suwalszczyzny, ściśle związanych z gwarami Podlasia. Wykazują cechy wspólne z polskim dialektem północnokresowym[20].

Pewne ekspansywne cechy typowe dla dialektu mazowieckiego są ponadto spotykane w sąsiednich gwarach dialektów wielkopolskiego i małopolskiego (m.in. gwary pogranicza Mazowsza, gwara łęczycka, gwara kujawska).

## Cechy
Dialekt mazowiecki, jako zespół zróżnicowanych gwar, nie ma jednego zestawu cech językowych. Typowo mazowieckie cechy językowe mają różny zasięg. Niektóre z nich obejmują swoim zasięgiem cały obszar dialektu wraz z pogranicznymi gwarami dialektów sąsiednich, inne zaś są spotykane głównie w niektórych jego peryferyjnych gwarach. Do cech dialektu mazowieckiego należą:
- fonetyka międzywyrazowa nieudźwięczniająca, czyli bezdźwięczna wymowa ostatniej spółgłoski wyrazu w pozycji międzywyrazowej (las rośnie). Spośród gwar dialektu mazowieckiego gwara księżacka jest jedyną, która odznacza się fonetyką międzywyrazową udźwięczniającą (laz rośnie)[2].
- zróżnicowane kontynuanty staropolskiego a długiego. W większości gwar dialektu mazowieckiego, tak samo jak w polszczyźnie literackiej, jego kontynuantem jest a jasne. W gwarze kurpiowskiej rozwinęło się ono w a pochylone, w gwarach księstwa łowickiego w o[2]. Oba z tych kontynuantów są spotykane w gwarach Mazowsza bliższego[10].
- przejście nagłosowego ja- w je- i ra- w re-, np.: jek, jebłko, redło, remię[2]. Zmiana ra- na re- utrzymuje się przede wszystkim w wyrazie redło, który ze względu na charakter desygnatu rzadko występuje w języku literackim. Zmiana ja- na je- ogranicza się współcześnie do gwar Mazowsza dalszego i Kurpi[21].
- twarda wymowa w w grupach św’, dźw’, ćw’, np.: ćwartka, śwat. Cecha ta ma największy zasięg w wyrazie śwynia (świnia); taka forma występuje nie tylko w gwarach Mazowsza bliższego i dalszego, gwarze warmińskiej, kurpiowskiej oraz mazurskiej, ale również m.in. w gwarach łowickich, łęczyckich i kujawskich[2].
- formy typu śmieli i leli utworzone przez analogię do odmiany czasownika mieć w miejscu ogólnopolskich śmiali i lali. Oprócz gwar dialektu Mazowieckiego, używają ich również pograniczne gwary dialektu małopolskiego i wielkopolskiego[2].